# Vtiger CRM
 (janvier 2016).

vtiger CRM est une application intégrée de gestion de la relation client (CRM), utilisable en Intranet ou depuis Internet grâce à un navigateur. Elle est distribuée sous licence libre. vTiger CRM est surtout destinée aux PME/PMI opérant en mode B2B, mais possède néanmoins les fonctions pour couvrir les besoins des organisations non commerciales et/ou des associations, parfois aussi ceux de départements ou filiales de grandes entreprises. Vtiger CRM est en fait un fork de SugarCRM, produit commercial complet et nécessitant des connaissances souvent apportées par une formation adaptée.

## Applications
vtiger CRM aide donc les collaborateurs de l'organisation à gérer leur activité en matière de :
- gestion de l'activité commerciale (comptes clients et prospects, contacts, affaires/opportunités, devis, factures, commandes fournisseurs ...)
- support ou assistance aux clients et service après vente (création et suivi de tickets SAV)
- gammes de produits ou de services (création du catalogue des produits et suivi des stocks)
- analyse de l'activité par des rapports et des tableaux de bord
- agenda partagé, de mémos et de suivi d'activité

à travers des modules intégrés les uns aux autres dans une interface Web, des plug-ins d'intégration avec les principaux outils de bureautique et de messagerie électronique, un portail clients, une F.A.Q client, etc.

## Caractéristiques
vTiger est un CRM qui offre une gestion avancée des droits utilisateurs et des possibilités de personnalisation. Son architecture de type LAMP/WAMP, c'est-à-dire basée sur les logiciels libres Apache, MySQL, PHP, ADOdb et d'autres, sous Windows ou Linux en font certainement un outil professionnel. 